# 尚文思
尚文思（本部王子朝隆），本部御殿按司家的第三代當主，唐名本稱向文思，1715年，在琉球尚貞王的薨逝七周年祭上擔任御茶御殿奉行，負責茶道，節目表演的部份。他的大亲职（家宰）是琉球舞蹈创始人向受祐之子向廷瑛，本部御殿也与琉球舞蹈的诞生有很深的关系。1723年，因慶賀日本薩摩藩第五任藩主島津繼豐的婚禮，出使日本，1738年再度出使日本對時任江戶幕府征夷大將軍德川吉宗的孫子德川家治的誕生致國書。另外，尚文思同蔡温、郑秉哲等參與編輯了琉球最詳細完整的史書《球陽》，因為其功高，琉球王賜予他“王子”的稱號，因此改姓尚，而非按司等旁支的向氏。其孫向國珍，為琉球有名的歌人。